# Elektroakustická kytara

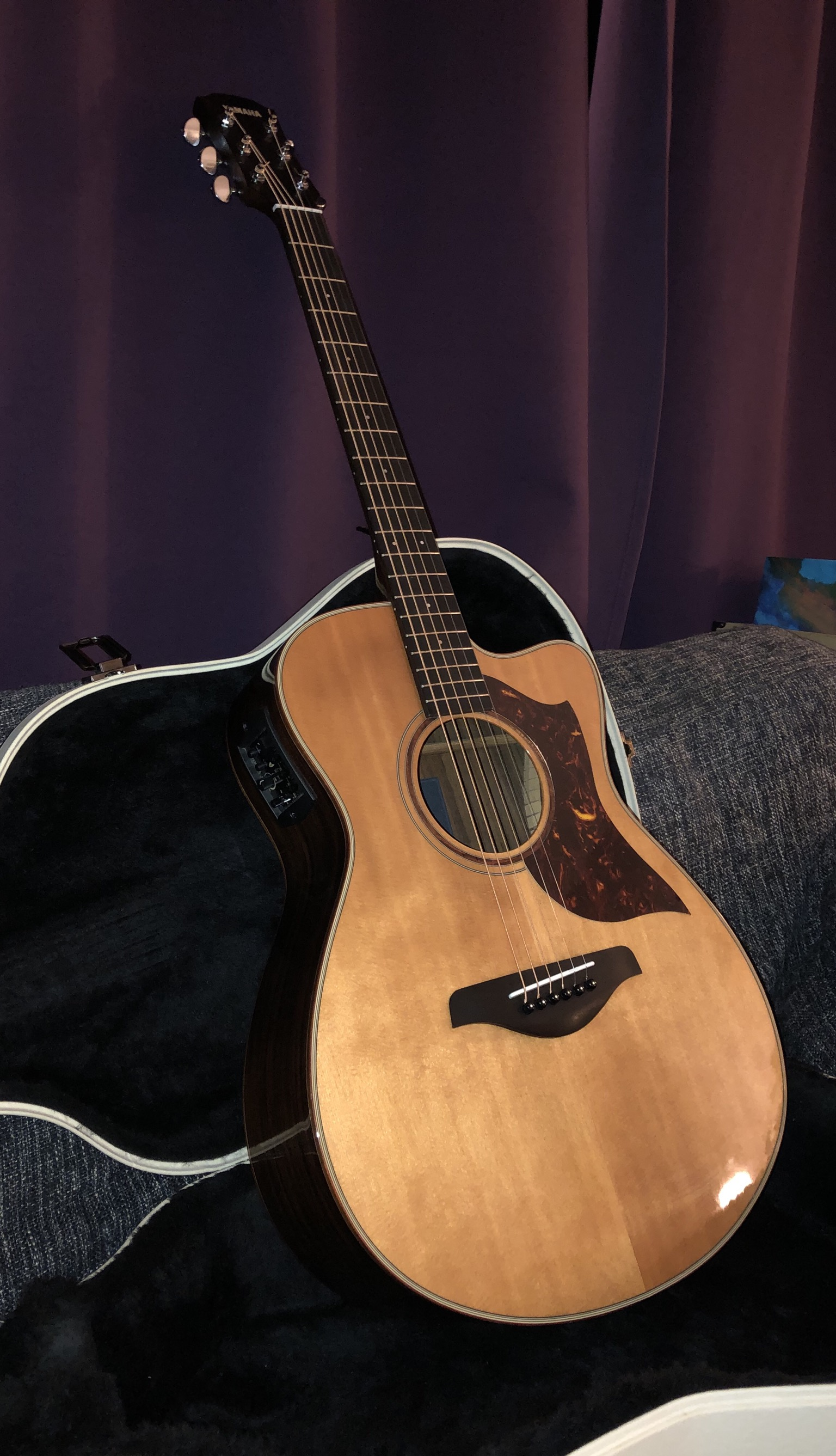
Elektroakustická kytara

Elektroakustická kytara je hudební nástroj, který je stavbou i zvukem totožný s akustickou kytarou s tím rozdílem, že je v ní integrována elektronika a je možné ji zapojit do kytarového zesilovače, čímž docílíte zvýšení její hlasitosti, případně zjednodušíte snímání zvuku pro kvalitnější nahrávku. Princip snímání je založen podobně jako u elektrické kytary. Tento typ kytary je ideální pro hráče, kteří chtějí spojit zvuk akustické a možnosti úpravy a zesílení zvuku elektrické kytary. Výhodou elektroakustické kytary je, že nemusí být zapojena do elektriky. Lze ji tedy použít i jako obyčejná akustická kytara.

## Historie
Ve dvacátých letech 20. století přišla na kytaristy touha používat akustickou kytaru (primárně sólový nástroj) ve velkých kapelách. Zde však velmi rychle přišla potřeba kytaru zesílit, neboť byla snadno přehlušena jinými nástroji. První experimenty se zesílením vibrace strunného nástroje se datují do počátku 20. století. Patent z roku 1910 například používá upravené telefonní vysílače umístěné uvnitř houslí a banja. Kutiví nadšenci ve 20. letech používali uhlíkové mikrofony připevněné ke kobylce. Ty však detekovaly vibrace z horní části kobylky a výsledný signál byl tudíž velmi slabý. 
První moderní snímač pro akustickou kytaru vytvořil Lloyd Loar se svou společností Vivitone, jež se ve 30. letech oddělila od Gibsona. Elektronika byla namontována ve vyjímatelné zásuvce, která se vysouvala z basového lubu kytary. Prvním komerčně dostupným snímačem byl však snímač FHC Harryho DeArmonda. S prvními úspěšně prodávanými kytarami přišel Gibson v roce 1954. Byly to typy J–160E a CF-100E.

## Součásti

### Elektronika

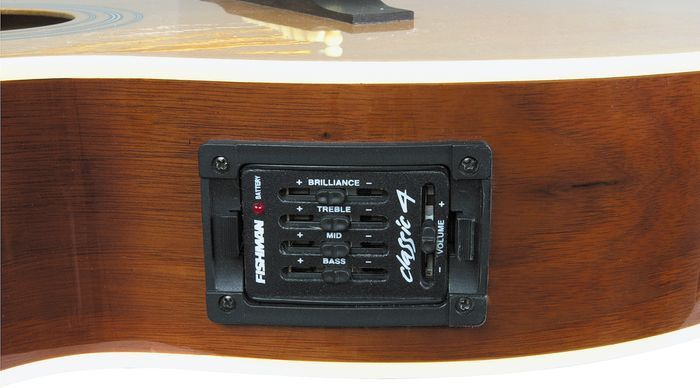
Předzesilovač v lubu kytary

- Bezzásahová elektronika je velmi jednoduchá elektronika. Zahrnuje konektor jack vložený do lubu kytary. Zbytek elektroniky, kabely, baterie či mikrofon jsou za pomoci drobné lepenky uchycené uvnitř kytary. Ovládání mají zpravidla zevnitř ozvučného otvoru. Při tomto druhu elektroniky je však nutno oželet některé korekce zvuku, dostupné u elektronik s předzesilovačem (preamp).
- Elektroniky s předzesilovačem vyžadují větší zásah do lubu kytary. (Zvuk kytary to však neovlivní. U akustických kytar je zásadní hlavně přední deska.) U takového preampu se setkáme s větším množstvím korekcí a často i integrovanou ladičkou s displejem.

### Snímače
- Důležitou součástí jsou snímače. Snímače, ať už u elektrických, či elektroakustických kytar hrají velkou roli. Přenáší totiž zvuk do zesilovače. Pokud nejsou snímače kvalitní, nebude kvalitní ani zvuk, který chceme vyvolat. Existují samozřejmě různé typy snímačů, které jsou podrobněji vypsány v článku o elektromagnetických snímačích.
- Piezo snímače jsou nejčastější způsob snímání akustických nástrojů. Umisťuje se pod sedlový pražec kobylky. Zvuk snímá pomocí přenosu vibrací strun. Funguje na principu piezoelektrického jevu, neboli využití vlastnosti krystalu generovat při mechanické deformaci elektrické napětí.
- Jinou možností snímání je mikrofon. Bývá umístěn uvnitř kytary pod vrchní deskou. Je tu samozřejmě též možnost snímat zvuk mikrofonem umístěným zvenku před ozvučným otvorem kytary.

## Stavba
Stavba elektroakustických kytar je shodná se stavbou akustické kytary. Jedinou změnou je dodaná elektronika (viz. výše).

## Vzhled
Vzhled elektroakustických kytar je shodný s akustickými kytarami. Jediným rozdílem je přidaná elektronika, která však za určitých okolností nemusí být téměř vůbec vidět. Dělení na typy podle vzhledu, je též stejný jako u akustických kytar (dreadnought, jumbo, ...).
| Výrobce (Značka) | Druh kytary | Materiál        | Cena      |
| ---------------- | ----------- | --------------- | --------- |
| Gibson           | J185EC      | dřevo polomasiv | 54 500 ,- |
| Yamaha           | APX 700II   | dřevo masiv     | 12 000 ,- |
| Washburn         | WJ5SB       | dřevo polomasiv | 5000 ,-   |
| Encore           | B20 Mini    | dřevo masiv     | 12 300,-  |